# Nicolae Mavros
Nicolae Mavros (n. 1782 – d. 26 august 1868) a fost un general de origine greacă născut în România, a avut o viață remarcabilă marcată de implicare în mișcări revoluționare și o carieră militară distinsă. Educat în România sub îndrumarea marchizului Saint-Holler, un francez refugiat, Mavros a devenit în 1819 secretarul intim al domnului Alexandru Suțu, susținând activ Eteria greacă și favorizând recrutarea de voluntari pentru cauza acesteia. 
Ulterior, s-a mutat în Rusia, unde s-a înrolat în armată, avansând până la gradul de general după participarea la campanii împotriva turcilor. Revenit în România împreună cu Kiseleff, Mavros a fost numit inspector general al carantinelor pentru Muntenia și apoi pentru Moldova, ocupând acest post până în 1851. 
A renunțat la serviciul militar în 1848 si a lăsat o moștenire valoroasă prin donarea unei colecții bogate de antichități Muzeului Național din București. Viața sa personală a fost la fel de plină, căsătorindu-se în România și având două fiice din a doua căsătorie, care s-au unit prin mariaj cu membri ai familiilor nobiliare Ghika și Cantacuzino.
1. 1 2 3  Arheologi.ro, accesat în 5 septembrie 2021